# Lina Khellal
Lina Khellal (ur. 5 lipca 1999) – algierska zapaśniczka walcząca w stylu wolnym. Srebrna medalistka mistrzostw śródziemnomorskich w 2018. Mistrzyni Afryki juniorów w 2018; druga w 2016 i 2017. Mistrzyni Afryki kadetów w 2016 roku.